# Petar Došen
Petar pl. Došen Vidovgradski ili od Bilaj-grada (Gospić, ? - Gospić, 1878.)  je bio pukovnik austrijske carsko-kraljevske vojske i časnik Napoleonove vojske. Rodom je iz hrvatske obitelji Došen, ličkih Bunjevaca, obitelji koja je tradicionalno davala visoke vojne časnike. Brat je feldmaršala Antuna Došena. Njegov sin Lavoslav Došen je bio general austrijske vojske. Praunuk je Dujma, istaknutog borca za oslobođenje Like od Turaka.

## Životopis
Rodio se u Gospiću. Prateći tradiciju svoje obitelji, i Petar se dao u vojničku službu. Služio u postrojbama pješaštva: prvo u Ličkoj graničarskoj pješačkoj pukovniji, a potom je otišao u Otočku pješačku pukovniju. 
Za vrijeme službovanja u austrijskoj vojsci zatekli su ga ratovi Austrije s Napoleonovom Francuskom 1805. i 1809.
Nakon što su francuske postrojbe zauzele te hrvatske krajeve, Petar Došen postaje časnikom francuske vojske. Sudjelovao je u Napoleonovoj vojni na Rusiju 1812. godine. Tada je bio satnikom u predstraži zbora Napoleonova brata Eugena Bonapartea, divizije Delsonza, brigade Plausouna, I. hrvatske graničarske pukovnije kojom je zapovijedao legendarni hrvatski zapovjednik Marko Šljivarić, kasnije odlikovanim ordenom Legije časti.
Bio je dijelom Napoleonovih snaga koje su prve prodrle u Borodino. Za to je zaslužio najviše francusko vojničko odličje - križem Reda počasne legije. Odlikovao ga je osobno potkralj Eugen Bonaparte 18. listopada 1812., zajedno s kapetanima Županom i Petrom Matasićem, natporučnikom Milom Franićem, nadstražmeštrom Timotijem Zaklanom i stražmeštrom Ivandoskim.
Došen je poslije zapovijedao Petrinjskom pješačkom pukovnijom. 
Nakon Napoleonovog pada, vratio se u Otočku pješačku pukovniju odnosno Drugu bansku pukovniju gdje je bio časnikom. 
Umirovio se u činu pukovnika. Umro je i pokopan je u Gospiću 1878. godine.